# Leistung für Kindererziehung
Die Leistung für Kindererziehung ist eine besondere Leistung der Gesetzlichen Rentenversicherung. Sie wird auch „Trümmerfrauenregelung“ genannt, weil sie die besonderen Schwierigkeiten dieser Personengruppe bei der Kindererziehung berücksichtigen soll.

## Anspruchsberechtigte
Anspruchsberechtigt sind Mütter, die vor dem 1. Januar 1921 (West) / 1. Januar 1927 (Ost) geboren sind, wenn sie ein Kind innerhalb Deutschlands bzw. des Deutschen Reiches geboren haben. (§ 294 Abs. 1 SGB VI) Geburten außerhalb Deutschlands werden unter den folgenden Voraussetzungen anerkannt:
- die Mutter hatte zum Zeitpunkt der Geburt ihren gewöhnlichen Aufenthalt im Inland
- die Mutter lebte im Ausland und sie oder ihr Ehemann übten eine Beschäftigung aus, die als Pflichtbeitragszeiten in der deutschen Rentenversicherung berücksichtigt wurden
- die Mutter war Verfolgte im Sinne des Bundesentschädigungsgesetzes und das Kind wurde vor dem 31. Dezember 1949 geboren
- die Mutter war Vertriebene oder Spätaussiedler
- die Mutter zog vor dem 1. September 1939 erstmals nach Deutschland

Voraussetzung ist, dass die Mutter ihren gewöhnlichen Aufenthalt zum Zeitpunkt der Antragstellung im Inland hat, es sei denn, sie ist berechtigt, eine Rente im Ausland zu beziehen.
Für Mütter aus dem Beitrittsgebiet gilt zusätzlich, dass ein Anspruch auf Leistungen für Kindererziehung nicht besteht, sofern am 31. Dezember 1991 Anspruch auf eine Alters- oder Invalidenrente der DDR-Rentenversorgung bestand. (§ 294a SGB VI)

## Höhe
Die Höhe der Leistung für Kindererziehung beträgt das Doppelte des maßgeblichen aktuellen Rentenwerts. Welcher Rentenwert maßgeblich ist, bestimmt sich nach dem Ort der Geburt. Abweichend hiervon ist auch bei Geburten in der DDR der Rentenwert West anzuwenden, wenn die Mutter zum 18. Mai 1990 ihren gewöhnlichen Aufenthalt in Westdeutschland hatte oder im Ausland lebte und der letzte innerdeutsche Wohnsitz in Westdeutschland war. (§ 295, § 295a SGB VI)
Die Leistung wird im Voraus von dem Monat an gezahlt, an dem die Leistungsvoraussetzungen vorliegen. Sie endet mit Ende des Monats, in dem die Leistungsberechtigte stirbt. (§ 296 SGB VI)

## Zuständigkeit
Zuständig ist der Rentenversicherungsträger, der eine Rente an die Mutter zahlt. Bezieht die Mutter ausschließlich Hinterbliebenenrente, ist der Rentenversicherungsträger zuständig, der für den verstorbenen Ehemann zuständig war. In allen anderen Fällen ist die Deutsche Rentenversicherung Bund zuständig. (§ 297 SGB VI)
Die Leistung wird als Zuschlag zur Rente geleistet.

## Antragstellung
Die Mutter hat ihr Geburtsjahr, ihren Vor- und Nachnamen sowie Vornamen, Geburtsdatum und -ort des Kindes nachzuweisen, üblicherweise über eine Personenstandsurkunde. Kann aufgrund der besonderen Umstände des Einzelfalls kein amtliches Dokument über die Geburt des Kindes beschafft werden, genügt auch eine Glaubhaftmachung, für die auch eine Versicherung an Eides statt möglich ist. (§ 298 SGB VI)

## Verhältnis zu anderen Leistungen
Die Leistung für Kindererziehung ist steuerfrei nach § 3 Abs. 67 EStG, außerdem wird sie bei anderen Sozialleistungen ausdrücklich nicht als Einkommen angerechnet. (§ 299 SGB VI)